# Mélagues
Mélagues is een gemeente in het Franse departement Aveyron (regio Occitanie) en telt 65 inwoners (2009). De plaats maakt deel uit van het arrondissement Millau.

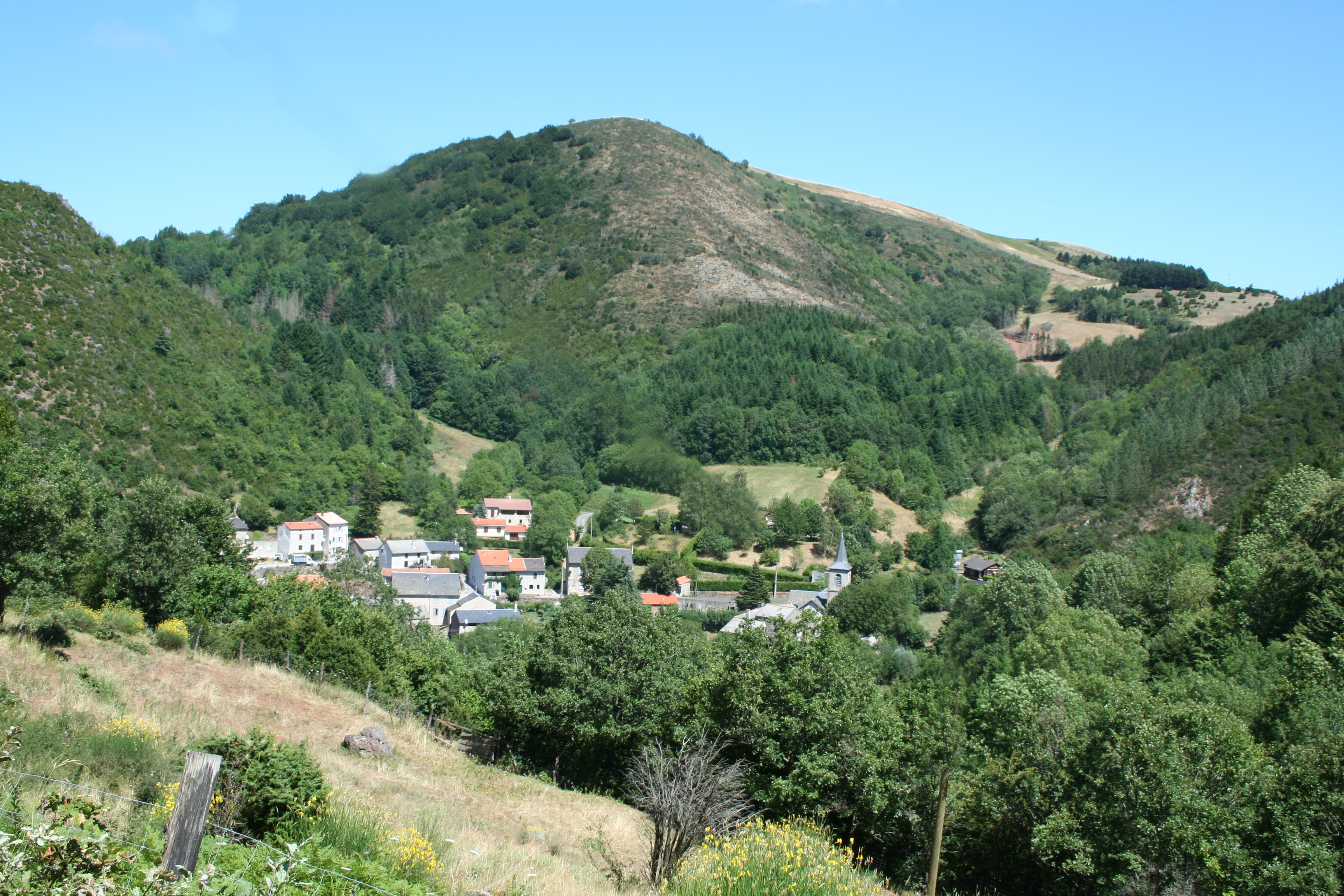

## Geografie
De oppervlakte van Mélagues bedraagt 53,0 km², de bevolkingsdichtheid is dus 1,2 inwoners per km².
Het is de meest zuidelijk gelegen gemeente van Aveyron en ligt erg afgelegen in de vallei van de Nuéjouls, aan de voet van de Monts de Lacaune.
Het water van de beken ten westen van de Col de Thalis stroomt naar de Atlantische Oceaan, terwijl de beken ten oosten van de Col in de Middellandse zee uitmonden.
De meeste inwoners wonen in de boerderijen rondom het dorp:
- Les Planquettes
- Bobes
- Cayourtes
- Fanjaud
- La Daguette
- Le Berthalays
- Rials
- Cartayrade (verhuur van gîtes)
- Marcou
- Les Landes
- St Pierre des Cats
- La Vayssède
- La Bonellerie (verhuur van een gîte)

De meeste boerderijen houden schapen, die melk leveren aan Roquefort.

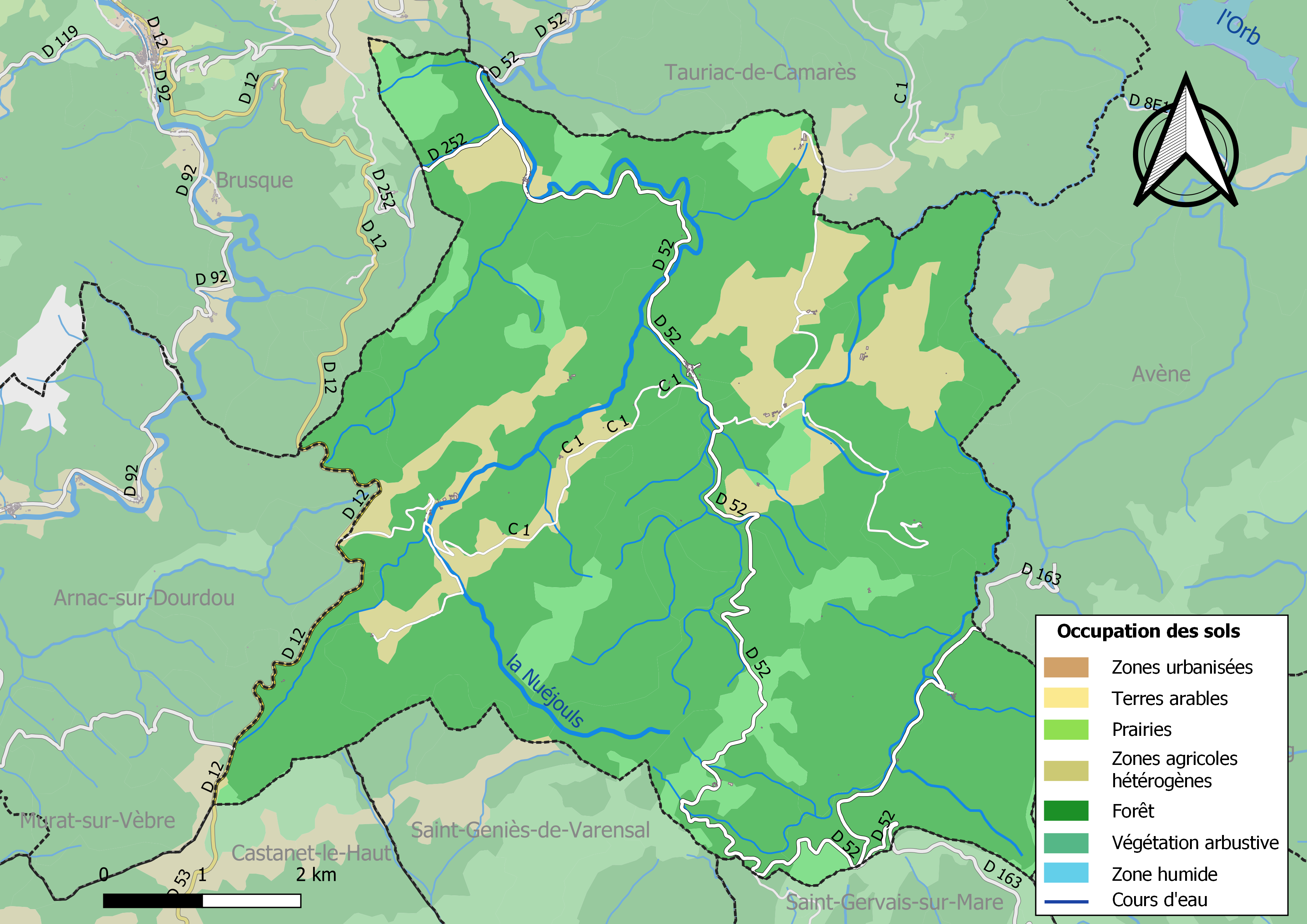
Kaart van de gemeente met de belangrijkste infrastructuur, bodemgebruik en omliggende gemeenten

## Demografie
Onderstaande figuur toont het verloop van het inwonertal (bron: INSEE-tellingen).

Vanwege een beveiligingsprobleem met de MediaWiki Graph-software is het momenteel niet mogelijk deze grafiek weer te geven. Zodra de software is bijgewerkt zal de grafiek vanzelf weer zichtbaar worden.